# Driss Slaoui
Pour les articles homonymes, voir Slaoui.
 (novembre 2016).
Si vous disposez d'ouvrages ou d'articles de référence ou si vous connaissez des sites web de qualité traitant du thème abordé ici, merci de compléter l'article en donnant les références utiles à sa vérifiabilité et en les liant à la section « Notes et références ».
Driss Slaoui (né en 1926 à Fès et mort en 1999), a occupé les postes de ministre de la Justice, ministre des Finances, ministre de l'Économie nationale, du Commerce, de l'Industrie, des Mines, de la Marine Marchande et de l'Agriculture, de wali de Bank Al-Maghrib, directeur du Cabinet Royal, ambassadeur du Maroc aux Nations unies et conseiller de S.M. le roi Hassan II.
Il fut également administrateur délégué de la Fondation du Roi Abd al-Aziz ben Abd al-Rahman Al Saoud.
La commune urbaine de Casablanca a rebaptisé le 30 mars 2006, en présence de nombreuses personnalités, l'avenue Temara, anciennement de Hyères, au nom de « Driss-Slaoui », boulevard qui relie les artères « Franklin-Roosevelt » et la « Corniche ».